# Les Accords du Diable
Les Accords du Diable puis Sangria est une émission de télévision française consacrée au cinéma fantastique et d'épouvante, présentée par Sangria (Catherine Falgayrac), diffusée tous les lundis du 15 février 1988 au 28 décembre 1991 sur La Cinq.

## Histoire
Dès son lancement, La Cinq propose des films fantastiques et d'épouvante chaque mardi, dans le cadre de "Fantastique Mardi".

## Concept
L'émission est conçue par Étienne Roda-Gil et proposée à Marie-France Brière, nouvelle directrice des programmes de La Cinq. Cette émission est largement inspirée de l'émission américaine Movie Macabre et du personnage d'Elvira qui présenta des films d'horreur de série B, du 26 septembre 1981 au 22 juin 1985.
Dans la version française, après la diffusion d'un film ou téléfilm 'Frissons/Horreur', Sangria présente les sorties de films en vidéo réunies autour d'un thème.

## L'évolution de la case
- L'émission a été diffusée à partir du 15 février 1988 sur La Cinq. Dans un premier temps, elle était diffusée en deux parties. Dans la première partie, Sangria présentait le film ou téléfilm diffusé à 20h40, puis à 22h30 dans la deuxième partie Les rubriques de Sangria, la présentatrice passait en revue les sorties vidéo de films d'épouvante.
- À partir du 14 novembre 1988, l'émission se conclut par la série Le Voyageur.
- À partir du 6 mars 1989, exit le film en prime-time, l'émission est rebaptisée "Sangria" (produite par une autre société) et commence vers 22h30 suivie du Voyageur, et de La Maison de tous les cauchemars; puis de Vendredi 13.
- À partir du 9 novembre 1991, réduite à 5 minutes l'émission n'est qu'une courte séquence introductive diffusée tous les samedis vers 23h30 avant Freddy, le cauchemar de vos nuits[4].

## Films diffusés
- Alien, le huitième passager (Alien) de Ridley Scott, diffusé le 15 février 1988 sur La Cinq
- Tendre Alice (Alice, Sweet Alice) d'Alfred Sole, diffusé le 22 février 1988 sur La Cinq. Rediffusion le 24 avril 1989[5]
- La Malédiction (The Omen) de Richard Donner diffusé le 29 février 1988 sur La Cinq
- Amityville : La Maison du diable (The Amityville Horror) de Stuart Rosenberg, diffusé le 7 mars 1988 sur La Cinq
- The Thing ou La Chose de John Carpenter, diffusé le 14 mars 1988 sur La Cinq
- Hurlements (The Howling) de Joe Dante, diffusé le 21 mars 1988 sur La Cinq
- Sœurs de sang (Sisters) de Brian De Palma, diffusé le 28 mars 1988 sur La Cinq
- Vendredi 13 (Friday the 13th) de Sean S. Cunningham, diffusé le 4 avril 1988 sur La Cinq
- Le Tueur du vendredi (Friday the 13th Part 2) de Steve Miner, diffusé le 11 avril 1988 sur La Cinq
- Les Démons de la nuit (Schock) de Mario Bava, diffusé le 18 avril 1988 sur La Cinq
- La Féline (Cat People) de Paul Schrader, diffusé le 25 avril 1988[6] sur La Cinq
- La Nuit des masques (Halloween) de John Carpenter, diffusé le 2 mai 1988 sur La Cinq
- Le Sang du sorcier (Halloween 3: Season of the Witch) de Tommy Lee Wallace, diffusé le 9 mai 1988 sur La Cinq
- L'Hybride infernal (Breeders) de Tim Kincaid, diffusé le 6 juin 1988 sur La Cinq
- Dark Force (Force of Darkness) de Alan Hauge, diffusé le 1er août 1988 sur La Cinq
- Spasmes (Spasms) de William Fruet, diffusé le 16 janvier 1989[7]
- Le Marécage maudit (Hell High) de Douglas Grossman, diffusé le 30 janvier 1989 sur La Cinq
- La Femme chassée (Mind Trap) d'Eames Demetrios, diffusé le 13 mars 1989 sur La Cinq

## Téléfilms diffusés
- Double assassinat dans la rue Morgue (en) (The Murders in the Rue Morgue) de Jeannot Szwarc, diffusé le 20 juin 1988 sur La Cinq
- Invitation pour l'enfer (Invitation to Hell) de Wes Craven, diffusé le 27 juin 1988, rediffusé le 1er mai 1989[8],[9] sur La Cinq.
- Terreur dans la montagne (A Cold Night's Death ) de Jerrold Freedman, diffusé le 4 juillet 1988[10] sur La Cinq
- Qu'est-il arrivé au bébé de Rosemary ? (Look What's Happened to Rosemary's Baby) de Sam O'Steen, diffusé le 11 juillet 1988 sur La Cinq
- Les Envoûtés (The Possessed) de Jerry Thorpe, diffusé le 18 juillet 1988 sur La Cinq
- La Chute de la maison Usher (The Fall of the House of Usher) de James L. Conway, diffusé le 25 juillet 1988 sur La Cinq
- La Maison de l'ogre (La casa dell'orco) de Lamberto Bava diffusé le 7 novembre 1988[11] sur La Cinq
- Le Château de Yurek (A cena col vampiro) de Lamberto Bava diffusé le 11 novembre 1988[12] sur La Cinq
- L'Auberge de la vengeance (Per sempre) de Lamberto Bava diffusé le 21 novembre 1988[13]
- La Chose (Something Evil), de Steven Spielberg, diffusé le 28 novembre 1988[14] sur La Cinq
- L'Antichambre de l'enfer (Una notte al cimitero) de Lamberto Bava diffusé le 12 décembre 1988[15] sur La Cinq
- Le visiteur de la nuit (The Strange and Deadly Occurrence) de John Llewellyn Moxey diffusé le 19 décembre 1988 sur La Cinq
- La Gouvernante diabolique[16] (The Night Nurse) de 	Igor Auzins, diffusé le 22 mai 1989 sur La Cinq
- La Route de l'angoisse (en) (Plunge into Darkness) de Peter Maxwell (en)[17] diffusé le 5 juin 1989 sur La Cinq
- L'Intruse (en) (The People) de John Korty[18] diffusé le 19 juin 1989 sur La Cinq

## Séries diffusées
- La Maison de tous les cauchemars diffusé à partir du 9 janvier 1989[19],[20]
- Vendredi 13 diffusé à partir du 13 novembre 1989 sur La Cinq
- Le Voyageur diffusé à partir du 6 mars 1989 sur La Cinq
- Freddy, le cauchemar de vos nuits diffusé à partir du 14 septembre 1991 sur La Cinq

## VHS
Parallèlement à l'émission télévisée, on retrouve Sangria dans "Le coup de peur de Sangria", une collection de vidéo cassettes sortie en 1989. Le personnage y présente des films d'horreur édités chez Antares & Travelling.